# Vedtorget, Jönköping

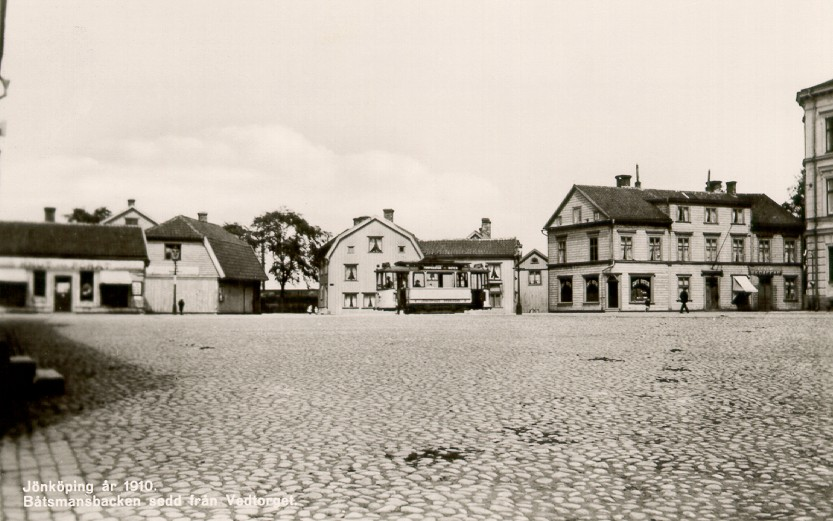
Vedtorget 1910, sett från sydväst. På bilden syns en spårvagn från Jönköpings spårvägar på Röda linjen, invigd 1907.

Vedtorget är ett torg på Öster i Jönköping. Det ligger mellan Östra Storgatan, Kanalgatan och Tullportsgatan, med en liten förlängning norr om Östra Storgatan vid Båtsmansbacken. Det var vid mitten av 1800-talet en stor öppen plats, alldeles söder om Båtsmansbacken. Åren 1865–1866 anlades det som salutorg för vedhandel. Det stenlades 1883.
Gripenbergsbanan hade en anslutningsspår mellan stationen Östra station och en omlastningsplats vid järnvägslinjen Nässjö–Falköping, som gick över Vedtorget från 1894 fram till dess Gripenbergsbanan lades ned 1935. 
Numera är Vedtorget en liten park. 
Vid norra ändan av Vedtorget finns en byst av Carl von Feilitzen, som skapats av Carl Eldh. Svenska mosskulturföreningen hade sin institutionsbyggnad på Tullportsgatan vid Vedtorget.

## Bildgalleri

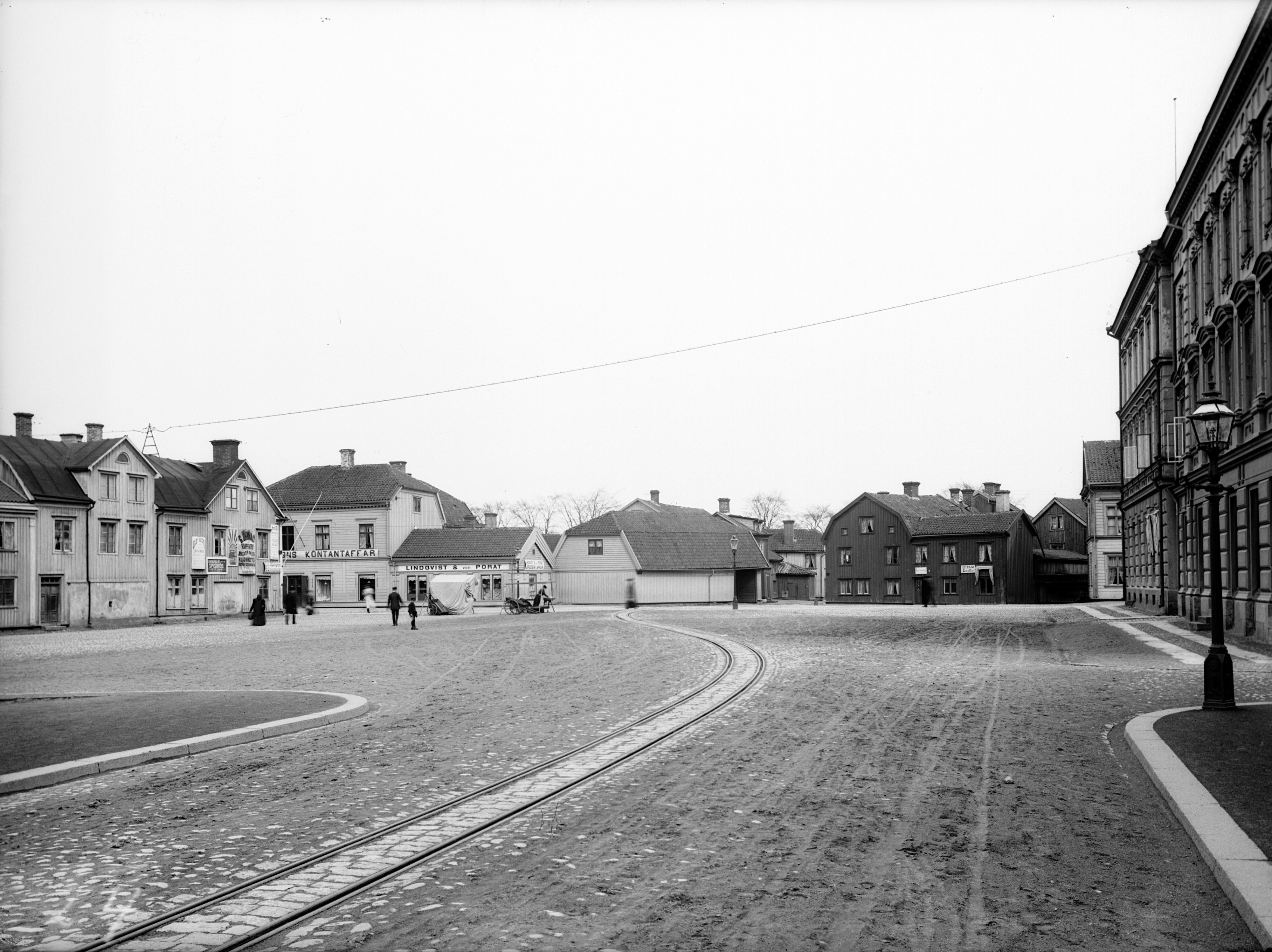
Vedtorget 1903 från sydost. På torgytan ses Gripenbergsbanans järnvägsspår från Östra station till omlastningsplatsen Jönköping Strand invid Jönköpingsbanan vid Vättern.
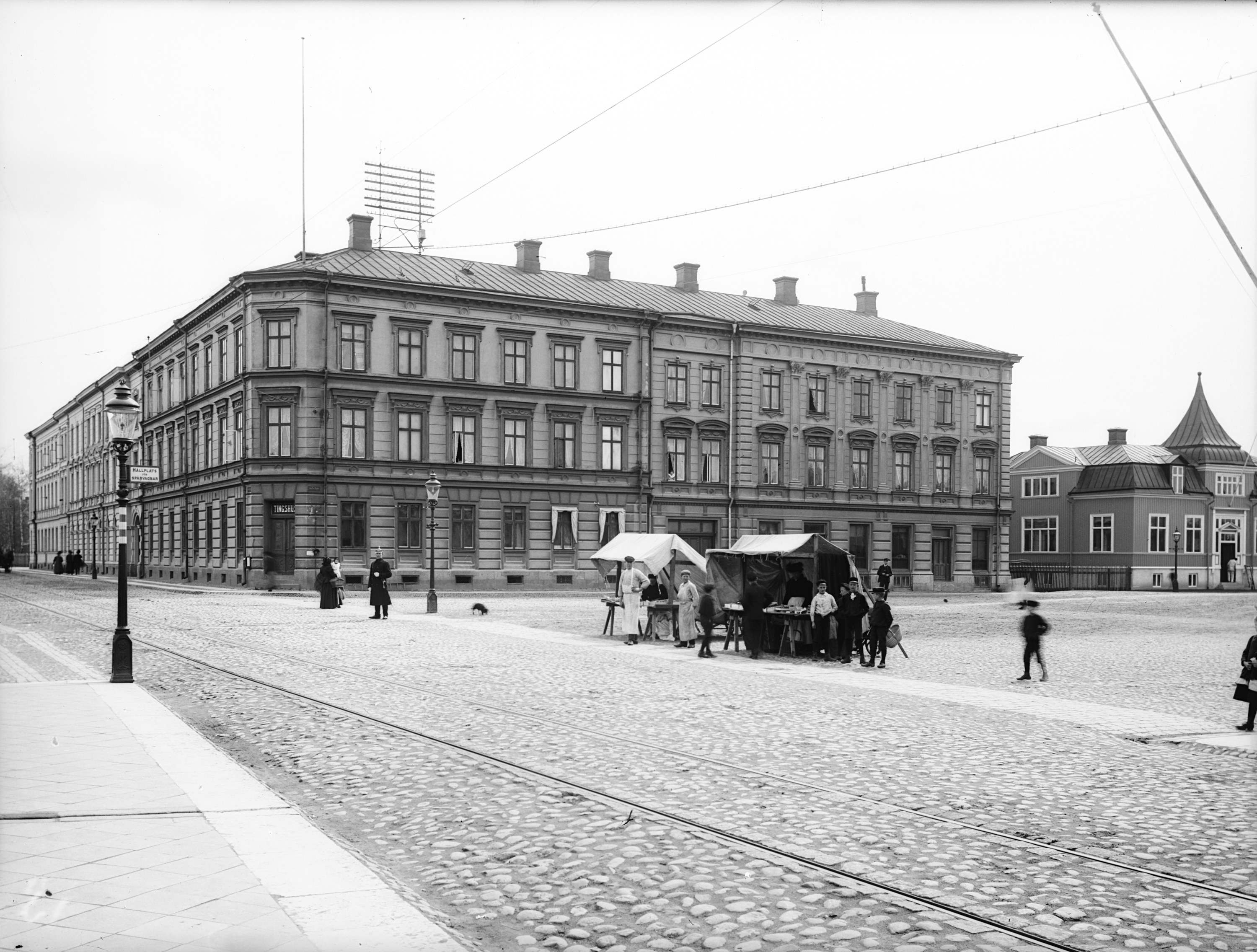
Vedtorget 1908 sett västerifrån. Stenhuset i fonden uppfört 1882–1883. Till höger om detta syns Svenska mosskulturföreningens institutionsbyggnad.
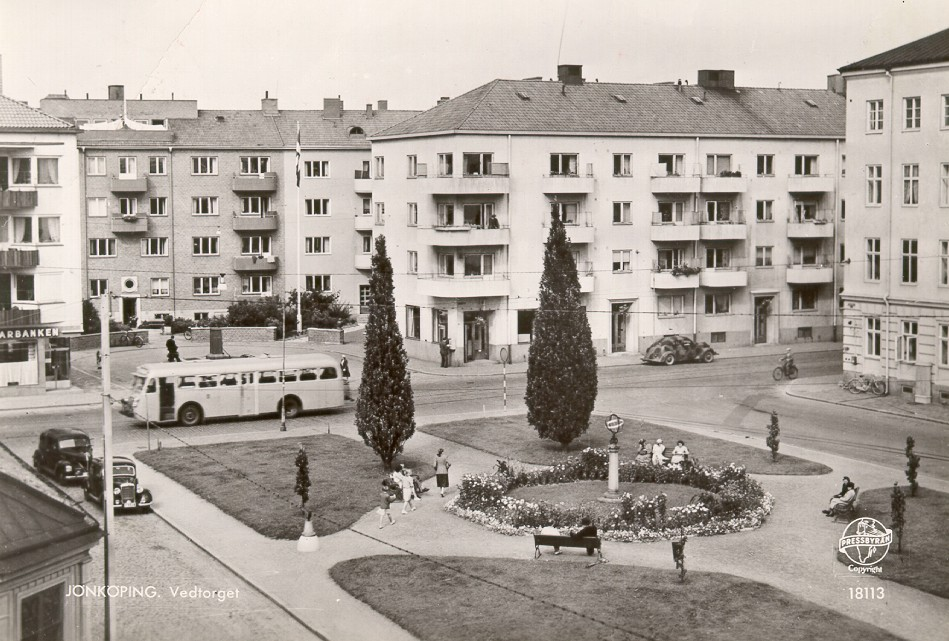
Vedtorget, senare delen av 1940-talet
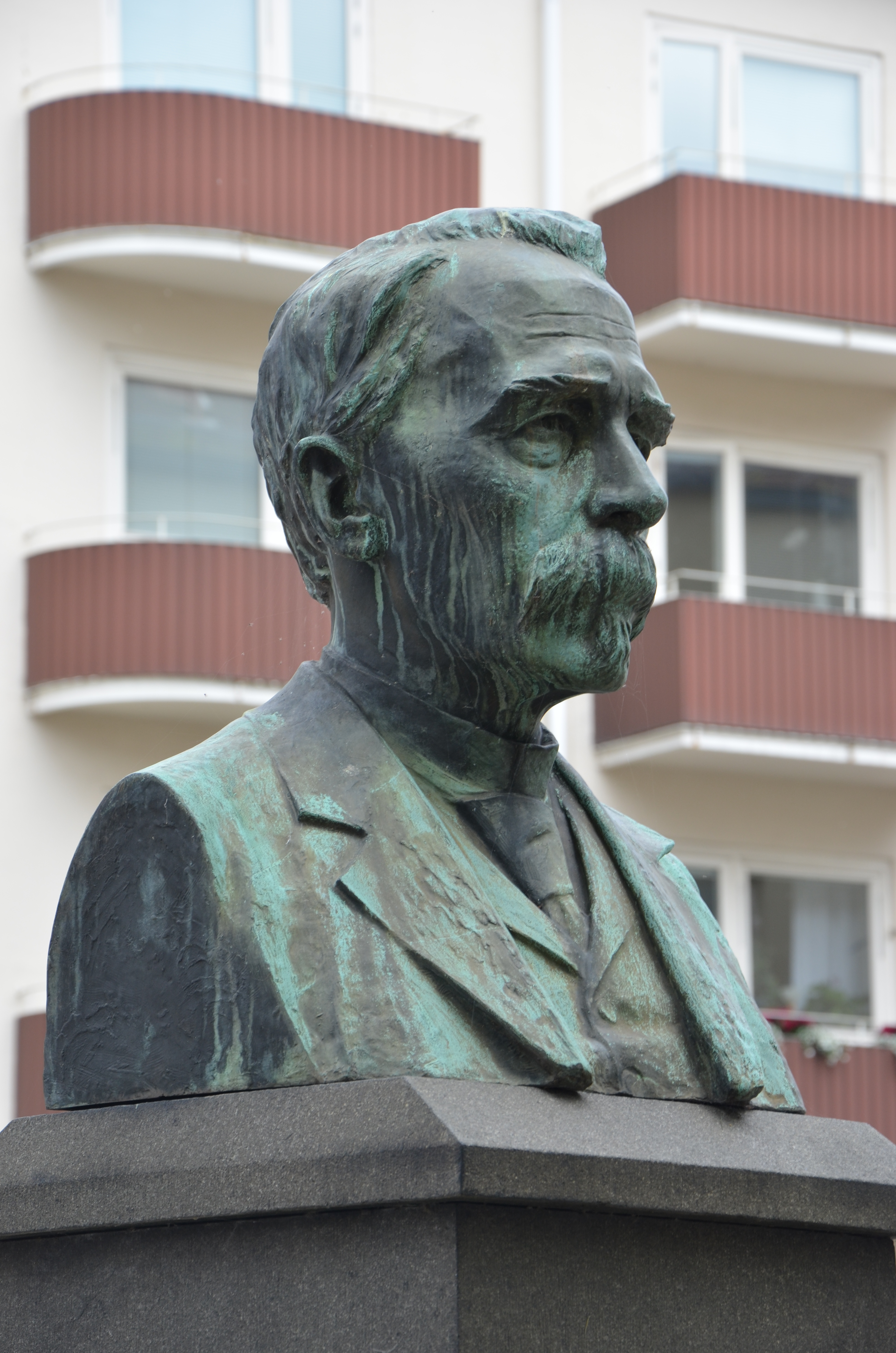
Byst över Carl von Feilitzen av Carl Eldh